# آیفورد، شرق ساسکس
آیفورد (به انگلیسی: Iford) یک روستا و محله مدنی در بریتانیا است که در Lewes واقع شده‌است. آیفورد ۹٫۷ کیلومتر مربع مساحت و ۲۰۵ نفر جمعیت دارد.